# Sockel

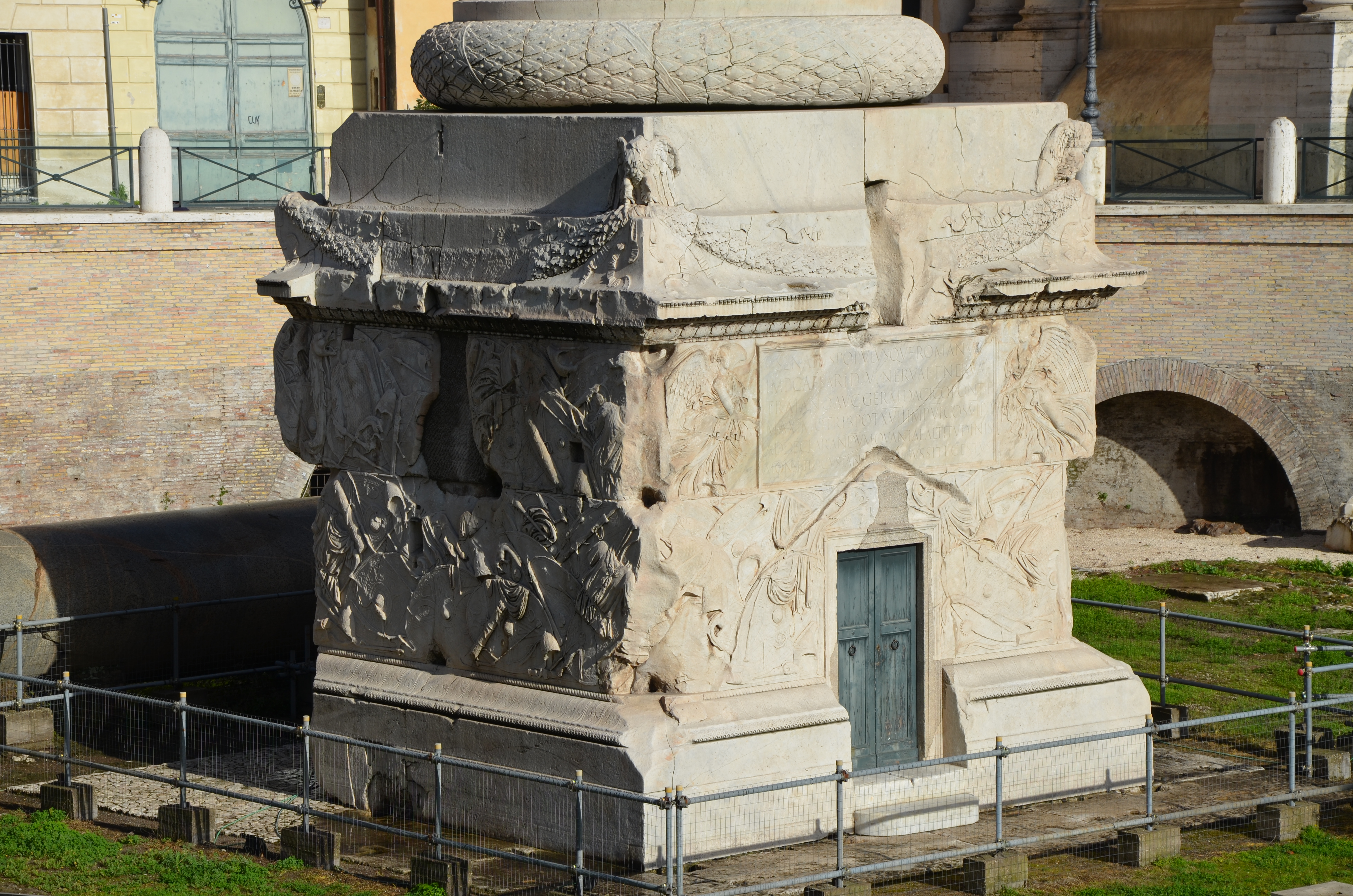
Trajanuskolonnens sockel.

Sockel eller bas avser i sin ursprungsbetydelse en avskild del som finns underst på en byggnadsdel. Exempel är sockeln på ett hus, sockeln till en kakelugn, sockeln för en kolonn, staty eller skulptur.